# プレミネント
プレミネント®とは、MSD社が日本で発売している高血圧治療薬。米国・英国などではCozaar®として発売されている、アンジオテンシンII受容体拮抗薬のロサルタンカリウムとサイアザイド系利尿薬であるヒドロクロロサイアザイドの配合剤。日本では下記の類薬が発売されているが、日本初の配合降圧薬であり、ロサルタンの尿酸再吸収阻害作用により、サイアザイド系利尿薬の尿酸値を高める作用が相殺され、副作用が軽減されている。

## 関連事項
- エカード
- コディオ
- ミコンビ